# No Way Out 2004
No Way Out 2004 è stata la sesta edizione dell'omonimo pay-per-view prodotto dalla WWE. L'evento, esclusivo del roster di SmackDown!, si è svolto il 15 febbraio 2004 presso il Cow Palace nella città di Daly City.

## Storyline
Visto che Chris Benoit, vincitore del royal rumble match, decise di passare al roster di Raw per affrontare il World Heavyweight Champion Triple H a WrestleMania XX, il General Manager di SmackDown! Paul Heyman decise di organizzare un secondo Royal Rumble match (a 15 uomini invece che i soliti 30, tutti facenti parte del roster di SmackDown!) per determinare lo sfidante al WWE Championship di Brock Lesnar a No Way Out. Il match avvenne nella puntata di SmackDown! del 29 gennaio e fu vinto da Eddie Guerrero, che eliminò per ultimo Kurt Angle. Oltre ad essere coinvolto nella faida con Guerrero, Lesnar si trovò contemporaneamente in faida con Goldberg. Il tutto iniziò alla Royal Rumble dove Lesnar, dopo aver mantenuto il WWE Championship contro Hardcore Holly, interferì nel Royal Rumble match attaccando Goldberg, facendolo eliminare dalla contesa. Nella puntata di Raw del 2 febbraio, visto la faida iniziata tra i due, lo sceriffo di Raw Steve Austin diede a Goldberg un biglietto in prima fila per assistere a No Way Out (dato che si sarebbe svolto il match titolato tra Lesnar e Guerrero).
Nella puntata di SmackDown! del 5 febbraio, il General Manager Paul Heyman annunciò per No Way Out un Triple Threat match tra Kurt Angle, John Cena e Big Show, in cui il vincitore sarebbe diventato lo sfidante al WWE Championship a WrestleMania XX.
Alla Royal Rumble, Eddie Guerrero sconfisse suo nipote Chavo, attaccandolo brutalmente nel finale. In seguito, Eddie venne trovato malconcio in un bagno e Rey Mysterio accusò Chavo e suo padre, Chavo Guerrero Sr. (fratello di Eddie), di averlo attaccato. Il General Manager Paul Heyman sancì dunque un match per No Way Out tra Rey Mysterio e Chavo Guerrero con in palio il WWE Cruiserweight Championship detenuto da Mysterio.

## Evento
Prima della messa in onda dell'evento, Akio, Sakoda e Tajiri sconfissero Billy Kidman, Paul London e Último Dragón in un Six-man Tag Team match a Sunday Night Heat.

### Match preliminari
L'evento si aprì con il 3-on-2 Handicap Intergender match valevole per il WWE Tag Team Championship tra la coppia campione Rikishi e Scotty 2 Hotty contro il trio formato dai Basham Brothers (Danny Basham e Doug Basham) e Shaniqua. Durante il match, Scotty tentò di eseguire il Worm su Shaniqua, ma quest'ultima contrattaccò colpendo Scotty con una clothesline. Gli sfidanti si portarono poi in vantaggio, finché Scotty non effettuò una doppia clothesline sui Basham Brothers per gettarli all'esterno del ring. Nel finale, Rikishi schienò Shaniqua dopo l'esecuzione di un Samoan Drop per mantenere, così, i titoli di coppia.
Il secondo incontro della serata fu il Blindfold match tra Jamie Noble e Nidia. Dato che Noble venne bendato come da stipulazione, il match iniziò con Nidia che si portò in vantaggio facendo cadere svariate volte Noble a terra. Nel finale, nonostante fosse bendato, Noble riuscì ad applicare la guillotine choke su Nidia forzandola alla sottomissione per vincere il match.
Il match successivo fu tra il World's Greatest Tag Team (Charlie Haas e Shelton Benjamin) e gli APA (Bradshaw e Faarooq). Durante il match, Bradshaw eseguì la Clothesline from Hell su Haas, ma Benjamin fermò il conteggio. Nel finale, Benjamin colpì Bradshaw con un superkick per poi schienarlo per vincere il match.
Il quarto match fu tra Hardcore Holly e Rhyno. Prima dell'inizio del match, entrambi si attaccarono a vicenda sulla rampa dello stage per poi salire sul ring. Holly eseguì un superplex dalla terza corda del ring, ma fu poi colpito dalla Gore di Rhyno, che fece cadere Holly all'esterno del quadrato. Nel finale, Holly schienò Rhyno per vincere il match dopo l'esecuzione dell'Alabama Slam.

### Match principali
Il match che seguì fu quello valevole per il Cruiserweight Championship tra il campione Rey Mysterio (con Jorge Pàez) e lo sfidante Chavo Guerrero (con Chavo Guerrero Sr.). Durante il match, Mysterio colpì Chavo con la 619, ma dopo che quest'ultimo distrasse l'arbitro, Guerrero Sr. bloccò Mysterio dall'eseguire la West Coast Pop su Chavo. Ciò portò Pàez ad attaccare Guerrero Sr., ma l'arbitro se ne accorse e ordinò a Pàez di tornare nel backstage. Successivamente, sia Mysterio che Chavo andarono vicini alla vittoria, finché Mysterio non eseguì una seconda 619. Chavo si rialzò e distrasse l'arbitro consentendo a Guerrero Sr. di attaccare Mysterio. Dato ciò, Chavo schienò Mysterio con uno schoolboy per vincere il match e conquistare il titolo.
Il sesto incontro fu il Triple Threat match per determinare il primo sfidante al WWE Championship per WrestleMania XX tra lo United States Champion Big Show, John Cena e Kurt Angle. Per gran parte del match, Big Show utilizzò la propria stazza per portarsi in vantaggio su Cena e Angle. Dopo un batti e ribatti tra Angle e Cena, Big Show ritornò a dominare il match stendendo entrambi. Successivamente, Cena eseguì la F-U su Big Show, ma Angle bloccò lo schienamento. Dopo aver lanciato Cena all'esterno del quadrato, Angle stese Big Show con la Angle Slam, ma ottenne solamente un conto di due. Cena rientrò nel ring e tentò di eseguire la F-U su Angle, ma l'Olympic Hero contrattaccò intrappolandolo nella Ankle Lock. Big Show ruppe la presa e colpì Angle con la Chokeslam. Cena provò poi a schienare Big Show con un roll-up, ma quest'ultimo si liberò e colpì anche Cena con la Chokeslam. Angle si rialzò e applicò la Ankle Lock su Big Show, ma Show riuscì ad evadere dalla presa. Big Show tentò di eseguire un'altra Chokeslam su Angle, ma l'Olympic Hero contrattaccò gettando Big Show fuori dal ring con la Angle Slam per poi rinchiudere Cena nella Ankle Lock forzandolo alla sottomissione per vincere il match.
Il main event fu il match per il WWE Championship tra il campione Brock Lesnar e lo sfidante Eddie Guerrero. Durante il match, Lesnar sfruttò la propria stazza e potenza per avvantaggiarsi nei confronti di Guerrero. Lesnar dominò fin dall'inizio, finché Guerrero non evitò un attacco in corsa del campione facendolo finire all'esterno del ring. Con Lesnar fuori dal quadrato, Guerrero gli si gettò sopra con un pescado. Rientrati sul ring, Guerrero applicò il Lasso from El Paso su Lesnar, ma quest'ultimo riuscì a liberarsi dalla presa. Dopo che Guerrero eseguì una hurricanrana su Lesnar, quest'ultimo colpì Guerrero con una spinebuster ritornando a dominare l'incontro. Guerrero riuscì poi a liberarsi da un bearhug di Lesnar per poi colpirlo con i Three Amigos. Guerrero salì sulla terza corda del ring per tentare la Frog Splash, ma Lesnar si spostò schivando l'attacco. In seguito, Lesnar effettuò la F-5 su Guerrero, ma nel momento dell'esecuzione di essa, l'arbitro fu accidentalmente messo KO. Dato ciò, Lesnar scese dal ring per prendere il WWE Championship per colpire Guerrero, ma Goldberg si presentò sul quadrato e sventò il tutto colpendo Lesnar con la Spear per poi andarsene. L'arbitro riuscì in qualche modo a contare lo schienamento di Guerrero su Lesnar, ma il campione si liberò al conto di due. Dato che l'arbitro fu ancora un po' frastornato, Guerrero provò a colpire Lesnar con il WWE Championship, ma quest'ultimo schivò il colpo caricandosi Guerrero sulle spalle per tentare la F-5. Guerrero rovesciò la F-5 in una DDT, che fece impattare il volto di Lesnar sul WWE Championship. In seguito, Guerrero buttò fuori dal ring il titolo per far sì che l'arbitro non lo vedesse e poi eseguì la Frog Splash su Lesnar. L'arbitro si riprese e contò lo schienamento decisivo dando, così, la vittoria e la conquista del WWE Championship a Guerrero.

## Risultati
| #    | Incontri                                                                        | Stipulazioni                                                              | Durata |
| ---- | ------------------------------------------------------------------------------- | ------------------------------------------------------------------------- | ------ |
| Heat | Akio, Sakoda e Tajiri hanno sconfitto Billy Kidman, Paul London e Último Dragón | Six-man tag team match                                                    | 05:35  |
| 1    | Rikishi e Scotty 2 Hotty (c) hanno sconfitto The Basham Brothers                | Tag team match per il WWE Tag Team Championship                           | 08:16  |
| 2    | Jamie Noble ha sconfitto Nidia per sottomissione                                | Blindfold match                                                           | 04:23  |
| 3    | Charlie Haas e Shelton Benjamin hanno sconfitto The Acolytes                    | Tag team match                                                            | 07:21  |
| 4    | Hardcore Holly ha sconfitto Rhyno                                               | Single match                                                              | 09:54  |
| 5    | Chavo Guerrero (con Chavo Guerrero Sr.) ha sconfitto Rey Mysterio (c)           | Single match per il WWE Cruiserweight Championship                        | 17:21  |
| 6    | Kurt Angle ha sconfitto Big Show e John Cena                                    | Triple threat match per determinare il primo sfidante al WWE Championship | 12:18  |
| 7    | Eddie Guerrero ha sconfitto Brock Lesnar (c)                                    | Single match per il WWE Championship                                      | 30:07  |